# ادگاردو ربوسیو
ادگاردو ربوسیو (انگلیسی: Edgardo Rebosio؛ زادهٔ ۲۸ ژوئن ۱۹۱۴) بازیکن فوتبال اهل ایتالیا است.
از باشگاه‌هایی که در آن بازی کرده‌است می‌توان به باشگاه فوتبال اینتر میلان و باشگاه فوتبال مونتسا اشاره کرد.